# 植松正 (歴史学者)
植松 正（うえまつ ただし、1941年 - ）は、名古屋市出身の東洋史学者。専門は、宋・元代。元香川大学教授、京都女子大学文学部長、学校法人京都女子学園理事。博士（文学）（京都大学）。

## 略歴・人物
1960年、静岡県立静岡高等学校卒業。1964年、京都大学文学部史学科東洋史学専攻卒業。1965年、京都大学大学院文学研究科修士課程（東洋史学専攻）入学。1967年、同修了。1970年、京都大学大学院文学研究科博士課程（東洋史学専攻）単位取得退学。1970年、学術振興会奨励研究員。1971年6月、京都大学研修員。同年10月、香川大学教育学部講師。1973年、同助教授、1983年、同教授。1988年9月、文部省短期在外研究員として、米国、西ドイツにおいて研修（同年10月まで）。1994年、京都女子大学文学部教授。1996年9月、博士（文学）（京都大学）。2000年、京都女子大学文学部長、兼学校法人京都女子学園理事（2003年3月まで）。2007年、京都女子大学定年退職。

## 著書・編書
- 『元代政治法制史年代索引』 植松正 編 汲古書院 2008.9
- 『敝帷録』 植松正 2007.3
- 『東アジア海洋域圏の史的研究』（共編著） 京都女子大学 2003.9
- 『前近代東アジア海洋域圏の比較史的研究 : 日・中・朝三国の政治・社会的連環』 研究代表者 植松正 植松正 2003.3
- 『元代江南政治社會史研究』 汲古書院 1997.6
- 『宋元時代史の基本問題』（共編著） 宋元時代史の基本問題編集委員会 編 汲古書院 1996.7
- 『元代法令の復原と判例に関する研究』 香川大学教育学部 1986.3
- 『元典章年代索引』 植松正 編 同朋舎 1980.7
- 『元典章年代索引』 植松正 編	宗青図書出版公司 1986.5